# 北関東大学サッカー連盟
北関東大学サッカー連盟（きたかんとうだいがくサッカーれんめい）とは、北関東地域にある3県（茨城県・栃木県・群馬県）の各県サッカー協会所属の大学サッカー部によるサッカー連盟である。上位組織は関東大学サッカー連盟。

## 概要
北関東3県（茨城県・栃木県・群馬県）の県サッカー協会所属の大学サッカー部による連盟。上位大会への出場枠と参加校数の関係で3県合同の形になっている。

### 2022年以降
埼玉県大学サッカー連盟参加校と合同で「関東大学サッカーリーグ Norte」として2部制のリーグ戦を実施している（北関東大学サッカーリーグ戦と埼玉県大学サッカーリーグの統合）。

### 2008年-2021年
春秋のリーグ戦（総当たり戦）を行っている。

### 2007年以前
3県合同の大会として春秋それぞれに北関東大学サッカー選手権大会を行っていた。春秋で同格ではなく、春季はフルオープンエントリー制、秋季は3県別のリーグ戦の上位校が参加といったように異なる運営を行っていた。
なお、当時、関東大学サッカーリーグへ昇格できないチーム（条件等の詳細については全日本大学サッカー連盟の記述を参照の事。）、つまり制度上で秋季の北関東大学サッカー選手権には出場できないチーム（同一大学内の同好会チームなど）も各県大学リーグへの参加が許されていた。

## 所属校
2021年は関東大学サッカーリーグ戦に2大学（筑波大学・流通経済大学）を輩出しているため、北関東大学連盟は全11大学で構成されている。

### 茨城県
- 茨城大学
- 常磐大学
- 日本ウェルネススポーツ大学

### 栃木県
- 足利大学
- 宇都宮大学
- 作新学院大学
- 白鷗大学

### 群馬県
- 関東学園大学
- 群馬大学
- 上武大学
- 高崎経済大学

### 関東大学リーグ所属校
- 筑波大学
- 流通経済大学
  - 関東大学サッカーリーグ（関東大学サッカー連盟）は北関東大学サッカー連盟の上部組織に当たるため、関東大学リーグ所属校は北関東大学サッカー連盟主催の大会には出場対象外となる。但し、関東大学リーグ所属校は各県サッカー協会の大学チーム（1種登録チーム）にも同時に所属していて、そのことから天皇杯全日本サッカー選手権大会の予選は必ず各県単位の予選からの出場になる。

#### 2007年以前
※2006年度実績

##### 茨城県
- 茨城大学
- 筑波大学同好会
- 茨城キリスト教大学
- 茨城工業高等専門学校
- つくば国際大学
- 常磐大学

##### 栃木県
2回戦総当たり戦でリーグ戦を実施（6月～9月）。上位チームチームは秋季北関東大学サッカー選手権大会への出場権を得る。
- 白鷗大学サッカー部
- 作新学院大学サッカー部
- 足利工業大学体育会サッカー部
- 宇都宮大学サッカー部
- 国際医療福祉大学サッカー部
- 帝京大学理工学部サッカー部
- 国立小山工業高等専門学校サッカー部
- 宇都宮共和大学サッカー部

その他
栃木県大学サッカー選手権大会（優勝校は栃木トヨタカップ出場決定戦（天皇杯栃木県最終予選）に出場）

##### 群馬県
※春季リーグ戦の結果により秋季は上位リーグと下位リーグに分けて実施。秋季北関東選手権には秋季上位リーグ1位2位が参加。
- 上武大学
- 創造学園大学
- 群馬大学
- 高崎経済大学
- 関東学園大学
- 高崎健康福祉大学
- 群馬社会福祉大学